# St. Bartholomäus (Eyrichshof)

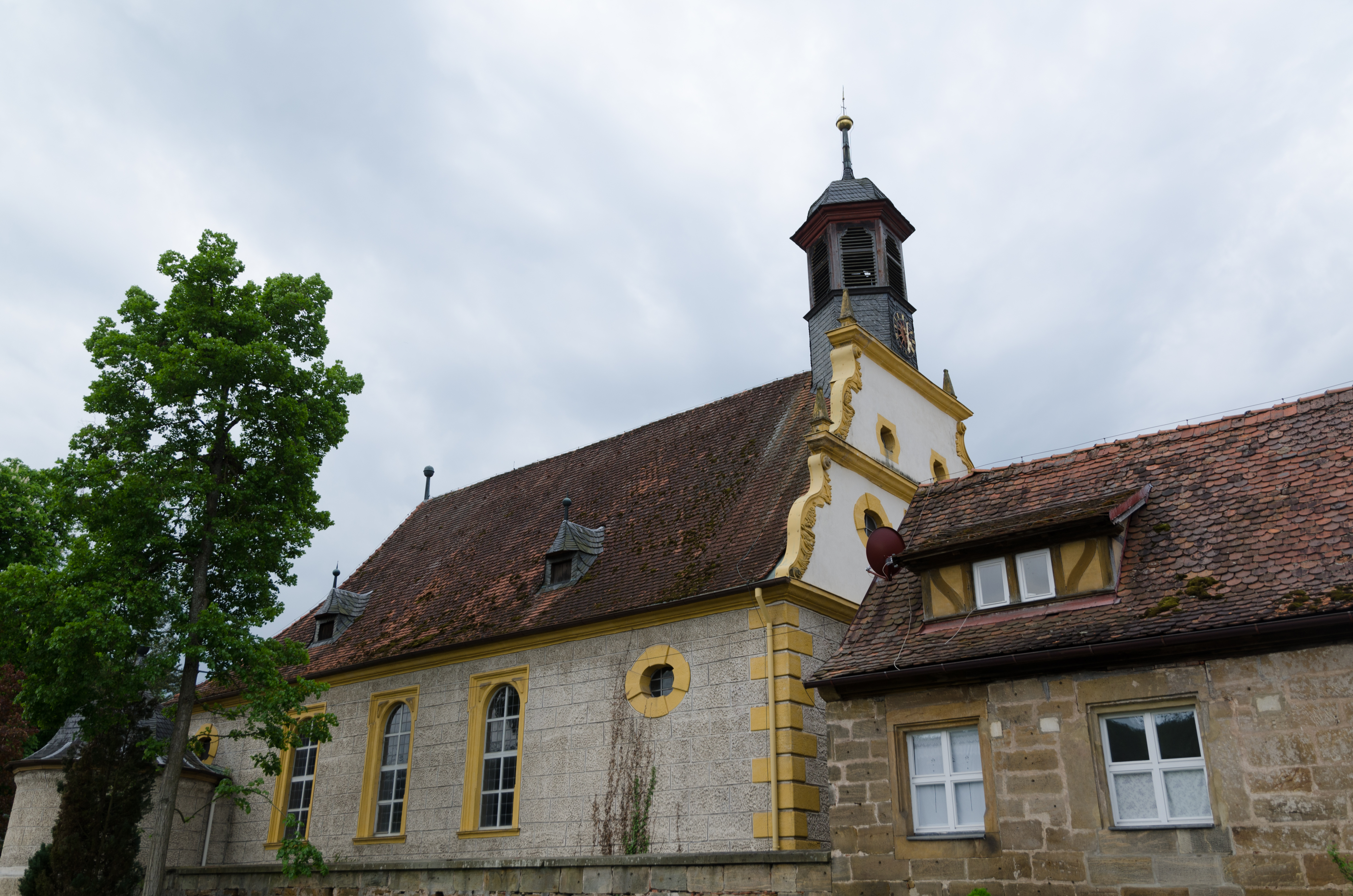
St. Bartholomäus in Eyrichshof

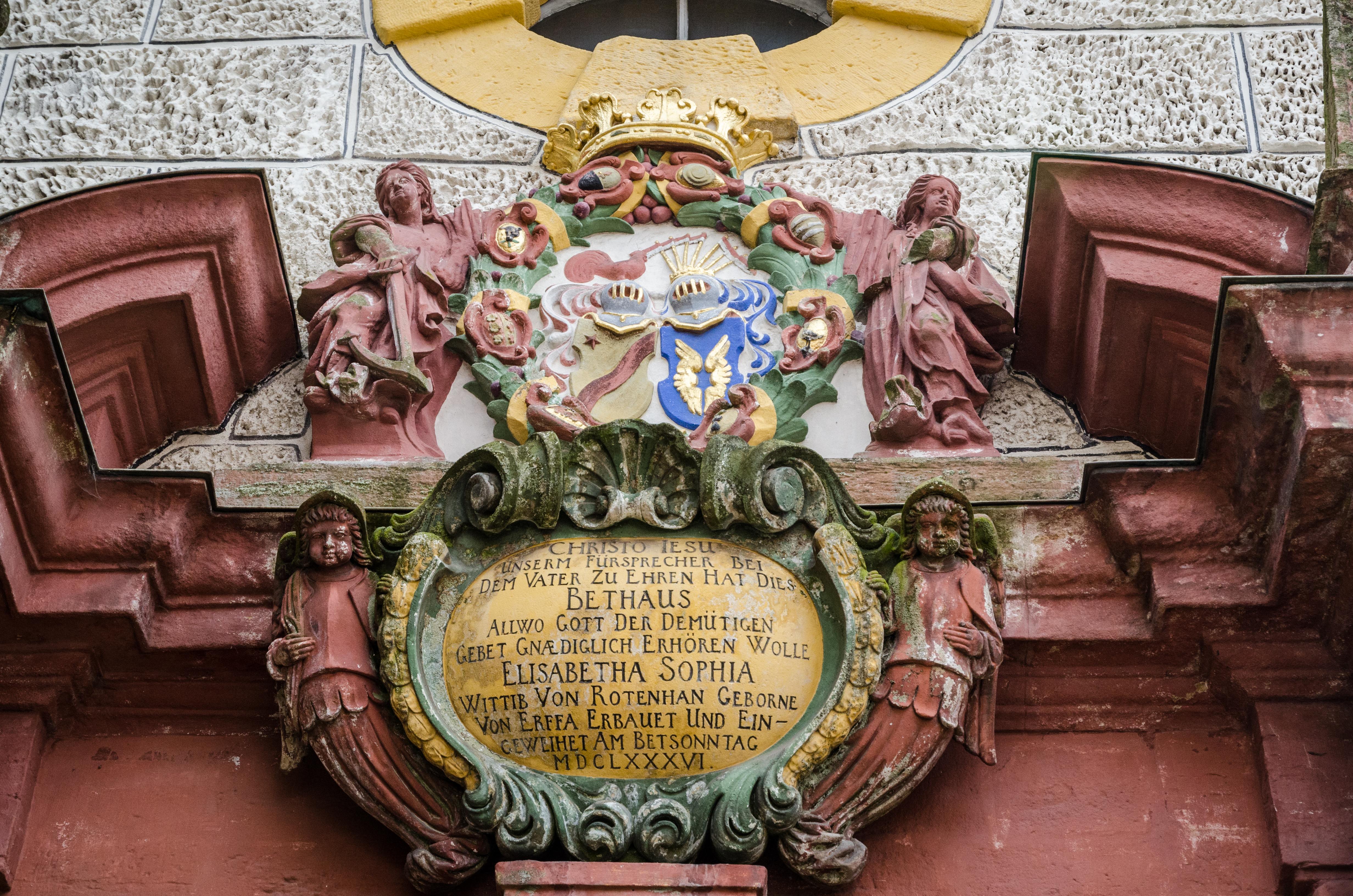
Allianzwappen mit Segnungssatz der Elisabeth Sophia von Rotenhan, geb. von Erffa.

Die evangelische Kirche St. Bartholomäus steht in Eyrichshof, einem Gemeindeteil der Kleinstadt Ebern im Landkreis Haßberge (Unterfranken, Bayern). Das denkmalgeschützte Bauwerk stammt aus dem Jahr 1686. Die Kirchengemeinde gehört zum Evangelisch-Lutherischen Dekanat Rügheim im Kirchenkreis Bayreuth der Evangelisch-Lutherischen Kirche in Bayern.

## Geschichte
Das Gebäude ließen die Rotenhans als Schlosskirche der Schlosses Eyrichshof 1685–1686 errichten. Im Vorjahr 1684 hatte der Blitz in den Turm eingeschlagen und der Vorgängerbau brannte ab. Als Bauherrin des neuen Baukörpers gilt die Witwe des Hans Georg IV. von Rotenhan, Frau Elisabeth Sophia von Rotenhan geb. von Erffa, in Vormundschaft ihres Sohnes Hans Georg IV. von Rotenhan. Nach Rückgabe des Kirchenpatronats gehört diese seit den 1970er Jahren der Evangelisch-Lutherischen Kirche in Bayern. In der Kirche sind sowohl evangelische wie auch katholische Hochzeiten möglich.

## Beschreibung
Die Saalkirche aus Quadermauerwerk wurde nach einem Brand neu errichtet. Die Fassade im Nordwesten des Langhauses, wo sich auch das Portal mit dem Wappen der Rotenhans befindet, hat einen Volutengiebel. Direkt hinter ihm erhebt aus dem Satteldach, das im Südwesten abgewalmt ist, ein schiefergedeckter, sechseckiger Dachreiter, der die Turmuhr und den Glockenstuhl beherbergt und mit einer Glockenhaube bedeckt ist. Die barocke Kirchenausstattung, wie die mit gedrehten Säulen verzierte Kanzel, stammt aus der Bauzeit. Die Orgel mit sechs Registern im Manual und einem im Pedal wurde 1975 von Otto Hoffmann errichtet.

## Gemeinde
Aktive Kirchenglieder blieben die Familie von Rotenhan als Kirchenpatrone und langgedienten Pastoren, wie u. a. Gottfried Braun, der 33 Jahre in Eyrichshof wirkte. Die Rotenhan vertraten die Region häufig bei Treffen der General-Synode. Zeitweilig saß das übergeordnete Dekanat Memmelsdorf in Eyrichshof. Der Patron Julius von Rotenhan, selbst Sanierer von Schloss Eyrichshof, wurde mehrfach ausgezeichnet. Sein Enkel Eyring von Rotenhan-Eyrichshof (1883–1949), als Ehrenritter des Johanniterordens, und dessen Schwiegertochter Freda geb. Gräfin Königsmarck-Plaue, waren karitativ tätig.